# Razvojna robotika
Razvojna robotika (engl. Developmental robotics, DevRob), ponekad nazvana epigenetska robotika, je naučna oblast koja ima za cilj proučavanje razvojnih mehanizama, arhitektura i ograničenja koja omogućavaju doživotno i otvoreno učenje novih veština i novih znanja u otelotvorenim mašinama. Kao i kod ljudske dece, očekuje se da učenje bude kumulativno, da je sve složenije i da je rezultat samoistraživanja sveta u kombinaciji sa društvenom interakcijom. Tipičan metodološki pristup se sastoji u tome da se krene od teorija razvoja ljudi i životinja razrađenih u oblastima kao što su razvojna psihologija, neuronauka, razvojna i evoluciona biologija, i lingvistika, a zatim da se formalizuju i implementiraju u robote, ponekad istražujući njihove ekstenzije ili varijante. Eksperimentisanje ovih modela u robotima omogućava istraživačima da ih suoče sa stvarnošću, a kao posledica toga, razvojna robotika takođe pruža povratne informacije i nove hipoteze o teorijama razvoja ljudi i životinja.
Razvojna robotika je povezana, ali se razlikuje od evolucione robotike (ER). ER koristi populacije robota koji se vremenom razvijaju, dok je DevRob zainteresovana za to kako se organizacija kontrolnog sistema jednog robota razvija kroz iskustvo, tokom vremena.
DevRob je takođe povezan sa radom u domenu robotike i veštačkog života.

## Pozadina
Može li robot da uči kao dete? Može li da nauči razne nove veštine i nova znanja koja nisu specificirana u vreme projektovanja i u delimično nepoznatom i promenljivom okruženju? Kako može otkriti svoje telo i svoje odnose sa fizičkim i društvenim okruženjem? Kako se njegovi kognitivni kapaciteti mogu kontinuirano razvijati bez intervencije inženjera nakon što je „van fabrike“? Šta može naučiti kroz prirodne društvene interakcije sa ljudima? Ovo su pitanja u centru razvojne robotike. Alan Tjuring, kao i brojni drugi pioniri kibernetike, već su formulisali ta pitanja i opšti pristup 1950. godine, ali su tek od kraja 20. veka počeli da se sistematski istražuju.

## Spoljašnje veze
- IEEE Technical Committee on Cognitive and Developmental Systems (CDSTC), previously known as IEEE Technical Committee on Autonomous Mental Development
- IEEE Technical Committee on Cognitive Robotics
- IEEE Technical Committee on Robot Learning
- Lund University Cognitive Science - Robotics Group Архивирано на веб-сајту  (6. децембар 2021)
- Cognitive Development Lab, University of Indiana, US Архивирано на веб-сајту  (10. новембар 2019)
- Embodied Intelligence Lab, Michigan State University
- Inria and Ensta ParisTech FLOWERS team, France: Exploration, interaction and learning in developmental robotics
- University of Tokyo—Intelligent Systems and Informatics Lab
- Cognitive Robotics Lab of Juergen Schmidhuber at IDSIA and Technical University of Munich
- LIRA-Lab, University of Genova, Italy
- CITEC at University of Bielefeld, Germany
- Vision Lab Архивирано на веб-сајту  (2. мај 2013), Psychology Department, Southern Illinois University Carbondale
- FIAS (J. Triesch lab.)
- LPP, CNRS (K. Oregan lab.)
- Departement of Computer Science, University of Aberdeen
- Asada Laboratory, Department of Adaptive Machine Systems, Graduate School of Engineering, Osaka University, Japan
- The University of Texas at Austin, UTCS Intelligent Robotics Lab
- Bryn Mawr College's Developmental Robotics Project: research projects by faculty and students at Swarthmore and Bryn Mawr Colleges, Philadelphia, PA, USA
- Jean Project: Information Sciences Institute of the University of Southern California
- Cognitive Robotics (including Hide and Seek) at the Naval Research Laboratory Архивирано август 8, 2010 на сајту
- The Laboratory for Perceptual Robotics Архивирано на веб-сајту  (14. јун 2020), University of Massachusetts Amherst Amherst, USA
- Centre for Robotics and Neural Systems, Plymouth University Plymouth, United Kingdom
- Laboratory of Computational Embodied Neuroscience, Institute of Cognitive Science and Technologies National Research Council, Rome, Italy
- Neurocybernetic team, ETIS Lab., ENSEA – University of Cergy-Pontoise – CNRS, France
- Machine Perception and Cognitive Robotics Lab, Florida Atlantic University,  Boca Raton, Florida
- Adaptive Systems Group, Department of Computer Science, Humboldt University of Berlin, Germany
- Cognitive Developmental Robotics Lab (Nagai Lab), The University of Tokyo, Japan
- RobotDoC Project Архивирано на веб-сајту  (21. јул 2024) (funded by European Commission)
- Italk Project Архивирано на веб-сајту  (5. јул 2024) (funded by European Commission)
- IM-CLeVeR Project (funded by European Commission)
- ERC Grant EXPLORERS Project (funded by European Research Council)
- RobotCub Project (funded by European Commission)